# تقویم جهانی
تقویم جهانی (به انگلیسی:World Calendar)، نسخه اصلاح شده تقویم میلادی است که توسط الیزابت آچلیس از بروکلین، نیویورک در سال ۱۹۳۰ به وجود آمد.
تقویم جهانی یک تقویم ۱۲ ماهه با ربع‌های (فصل‌های) مساوی است که همیشه و همه ساله می توان از آن استفاده کرد.
هر سه ماه از یکشنبه (روز اول هفته) شروع می‌شود و در یکشنبه نیز به پایان می‌رسد. همه ربع‌ها (سه ماه ها) با هم برابرند: هر کدام دقیقاً ۹۱ روز و ۱۳ هفته (۳ ماه) دارند. هر سه ماه در هر فصل به ترتیب ۳۱، ۳۰ و ۳۰ روز دارند. هر فصل با ماه‌های ۳۱ روزه ژانویه، آوریل، ژوئیه یا اکتبر شروع می شود.

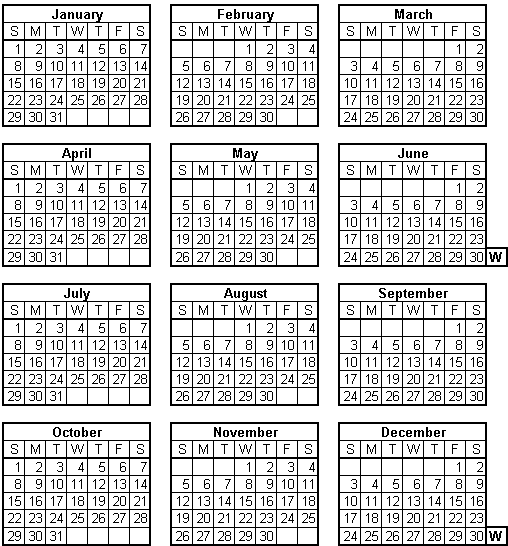